# جوناثان دا سيلفا بريرا
جوناثان دا سيلفا بريرا (31 يناير 1989 في كورومبا في البرازيل – )؛ هو لاعب كرة قدم كان يلعب كمهاجم.

## وصلات خارجية
- جوناثان دا سيلفا بريرا على موقع رابطة كرة القدم اليابانية للمحترفين (اليابانية)
- جوناثان دا سيلفا بريرا على موقع قاعدة بيانات كرة القدم.إي يو (الإنجليزية)
- جوناثان دا سيلفا بريرا على موقع Soccerway.com (الإنجليزية)
- جوناثان دا سيلفا بريرا على موقع عالم كرة القدم.نت (الإنجليزية)